# Francesco Freda
Francesco Freda detto Franco (Foligno, 21 luglio 1925 – Pistoia, 7 gennaio 2019) è stato un truccatore cinematografico italiano.

## Biografia
Studente di architettura alla Sapienza, inizia negli anni quaranta a lavorare nel cinema divenendo in pochi anni uno dei truccatori più apprezzati e richiesti del cinema italiano e internazionale.
Ha lavorato tra gli altri con Michelangelo Antonioni (La notte, L'eclisse,Il deserto rosso, Professione: reporter), Francesco Rosi (Lucky Luciano, Cadaveri eccellenti, Cristo si è fermato ad Eboli, Carmen, La tregua), Ettore Scola (Brutti, sporchi e cattivi, Una giornata particolare, La terrazza, La cena), Pietro Germi (L'uomo di paglia, Il ferroviere, Divorzio all'italiana), Billy Wilder (Che cosa è successo tra mio padre e tua madre?) e Mario Bava per i trucchi speciali di molti suoi film (I vampiri, La maschera del demonio). 
Ha curato il trucco di attori importanti quali Sophia Loren, Marcello Mastroianni, Audrey Hepburn, Jack Nicholson, Ava Gardner e molti altri.

## Filmografia parziale

### Cinema
- Quel bandito sono io, regia di Mario Soldati (1950)
- L'edera, regia di Augusto Genina (1950)
- La città si difende, regia di Pietro Germi (1951)
- La nemica, regia di Giorgio Bianchi (1952)
- Fanciulle di lusso, regia di Bernard Vorhaus (1953)
- Riscatto, regia di Marino Girolami (1953)
- L'ombra, regia di Giorgio Bianchi (1954)
- Graziella, regia di Giorgio Bianchi (1955)
- L'arte di arrangiarsi, regia di Luigi Zampa (1955)
- Buonanotte... avvocato!, regia di Giorgio Bianchi (1955)
- La vena d'oro, regia di Mauro Bolognini (1955)
- Il ferroviere, regia di Pietro Germi (1956)
- Mi permette, babbo! , regia di Mario Bonnard (1956)
- I vampiri, regia di Riccardo Freda (1957)
- Amore e chiacchiere (Salviamo il panorama), regia di Alessandro Blasetti (1958)
- L'uomo di paglia, regia di Pietro Germi (1958)
- Giovani mariti, regia di Mauro Bolognini (1958)
- I prepotenti, regia di Mario Amendola (1958)
- La legge è legge, regia di Christian-Jaque (1958)
- La maja desnuda (The Naked Maja), regia di Henry Koster (1958)
- Il figlio del corsaro rosso, regia di Primo Zeglio (1959)
- Estate violenta , regia di Valerio Zurlini (1959)
- Ferdinando Iº re di Napoli, regia di Gianni Franciolini (1959)
- I delfini, regia di Francesco Maselli (1960)
- Via Margutta, regia di Mario Camerini (1960)
- La notte, regia di Michelangelo Antonioni (1961)
- L'assassino, regia di Elio Petri (1961)
- Divorzio all'italiana, regia di Pietro Germi (1961)
- L'eclisse, regia di Michelangelo Antonioni (1962)
- Eva, regia di Joseph Losey (1962)
- Il cambio della guardia, regia di Giorgio Bianchi (1962)
- L'amore difficile, regia di Alberto Bonucci, Luciano Lucignani, Nino Manfredi e Sergio Sollima (1962)
- La parmigiana, regia di Antonio Pietrangeli (1963)
- Il demonio, regia di Brunello Rondi (1963)
- La frusta e il corpo, regia di Mario Bava (1963)
- La visita, regia di Antonio Pietrangeli (1963)
- La vendetta della signora (The Visit), regia di Bernhard Wicki (1964)
- I giganti di Roma, regia di Antonio Margheriti (1964)
- La fuga, regia di Paolo Spinola (1965)
- James Tont operazione U.N.O., regia di Bruno Corbucci e Giovanni Grimaldi (1965)
- A 077 - Sfida ai killers, regia di Antonio Margheriti (1966)
- Le stagioni del nostro amore, regia di Florestano Vancini (1966)
- Una questione d'onore, regia di Luigi Zampa (1966)
- Navajo Joe, regia di Sergio Corbucci (1966)
- Bersaglio mobile, regia di Sergio Corbucci (1967)
- Domani non siamo più qui, regia di Brunello Rondi (1967)
- Il marito è mio e l'ammazzo quando mi pare, regia di Pasquale Festa Campanile (1968)
- Per 100.000 dollari t'ammazzo, regia di Giovanni Fago (1968)
- Scusi, facciamo l'amore?, regia di Vittorio Caprioli (1968)
- La matriarca, regia di Pasquale Festa Campanile (1968)
- Una ragazza piuttosto complicata, regia di Damiano Damiani (1969)
- Certo, certissimo, anzi... probabile, regia di Marcello Fondato (1969)
- Senza sapere niente di lei, regia di Luigi Comencini (1969)
- Con quale amore, con quanto amore, regia di Pasquale Festa Campanile (1970)
- Pussycat, Pussycat, I Love You, regia di Rod Amateau (1970)
- L'inafferrabile invincibile Mr. Invisibile, regia di Antonio Margheriti (1970)
- Le troiane (The Trojan Women), regia di Michael Cacoyannis (1971)
- Il vichingo venuto dal sud, regia di Steno (1971)
- Ecologia del delitto, regia di Mario Bava (1971)
- L'assassinio di Trotsky (The Assassination of Trotsky), regia di Joseph Losey (1972)
- Che cosa è successo tra mio padre e tua madre? (Avanti!), regia di Billy Wilder (1972)
- Lucky Luciano , regia di Francesco Rosi (1973)
- Lisa e il diavolo, regia di Mario Bava (1973)
- E cominciò il viaggio nella vertigine, regia di Toni De Gregorio (1974)
- Professione: reporter, regia di Michelangelo Antonioni (1975)
- La casa dell'esorcismo, regia di Mario Bava e Alfredo Leone (1975)
- Cadaveri eccellenti, regia di Francesco Rosi (1976)
- Il soldato di ventura, regia di Pasquale Festa Campanile (1976)
- Quelli della calibro 38, regia di Massimo Dallamano (1976)
- Brutti sporchi e cattivi, regia di Ettore Scola (1976)
- Signore e signori, buonanotte, regia di Luigi Comencini, Nanni Loy, Luigi Magni, Mario Monicelli ed Ettore Scola (1976)
- Una giornata particolare, regia di Ettore Scola (1977)
- Una spirale di nebbia, regia di Eriprando Visconti (1977)
- La montagna del dio cannibale, regia di Sergio Martino (1978)
- Per vivere meglio, divertitevi con noi, regia di Flavio Mogherini (1978)
- Cristo si è fermato a Eboli, regia di Francesco Rosi (1979)
- La terrazza, regia di Ettore Scola (1980)
- Tre fratelli, regia di Francesco Rosi (1981)
- Identificazione di una donna, regia di Michelangelo Antonioni (1982)
- Copkiller (l'assassino dei poliziotti), regia di Roberto Faenza (1983)
- I paladini - Storia d'armi e d'amori , regia di Giacomo Battiato (1983)
- Carmen, regia di Francesco Rosi (1984)
- Maccheroni, regia di Ettore Scola (1985)
- Sabato, domenica e lunedì, regia di Lina Wertmüller (1990)
- La tregua, regia di Francesco Rosi (1997)
- La cena, regia di Ettore Scola (1998)
- Concorrenza sleale, regia di Ettore Scola (2001)
- Cuori estranei, regia di Edoardo Ponti (2002)
- La prima notte della luna, regia di Massimo Guglielmi (2010)
- La mucca, il manzo, non è questo il punto, cortometraggio, regia di Fabrizio Provinciali (2011)
- Amalia, cortometraggio, regia di Biagio Fersini e Sandra Astorino (2012)
- Che strano chiamarsi Federico, regia di Ettore Scola (2013)
- Ricordi di un partigiano, cortometraggio, regia di Carloalberto Biazzi (2014)
- Il padre di mia figlia, cortometraggio, regia di Carlo Alberto Biazzi (2017)

### Televisione
- Alle origini della mafia - miniserie TV, 5 episodi (1976)
- Sophia Loren: Her Own Story - film TV (1980)
- La quinta donna - miniserie TV, 3 episodi (1982)
- Qualcosa di biondo - film TV (1984)
- Madre coraggio (Courage) - film TV (1986)
- La ciociara - film TV (1989)
- Francesca e Nunziata di Lina Wertmüller (2001)
- La terra del ritorno (Lives of the Saints) - film TV (2004)

## Libri
- 50 anni allo specchio senza mai guardarsi, Gremese, 2005
- L'amore non ha fine, Azimut, 2009
- L'artigiano della bellezza, Edizioni del Rosone, 2014
- Una vita senza trucco - I miei primi 90 anni di cinema, Polistampa, 2016